# Fatburen
För andra betydelser, se Fataburen (olika betydelser).

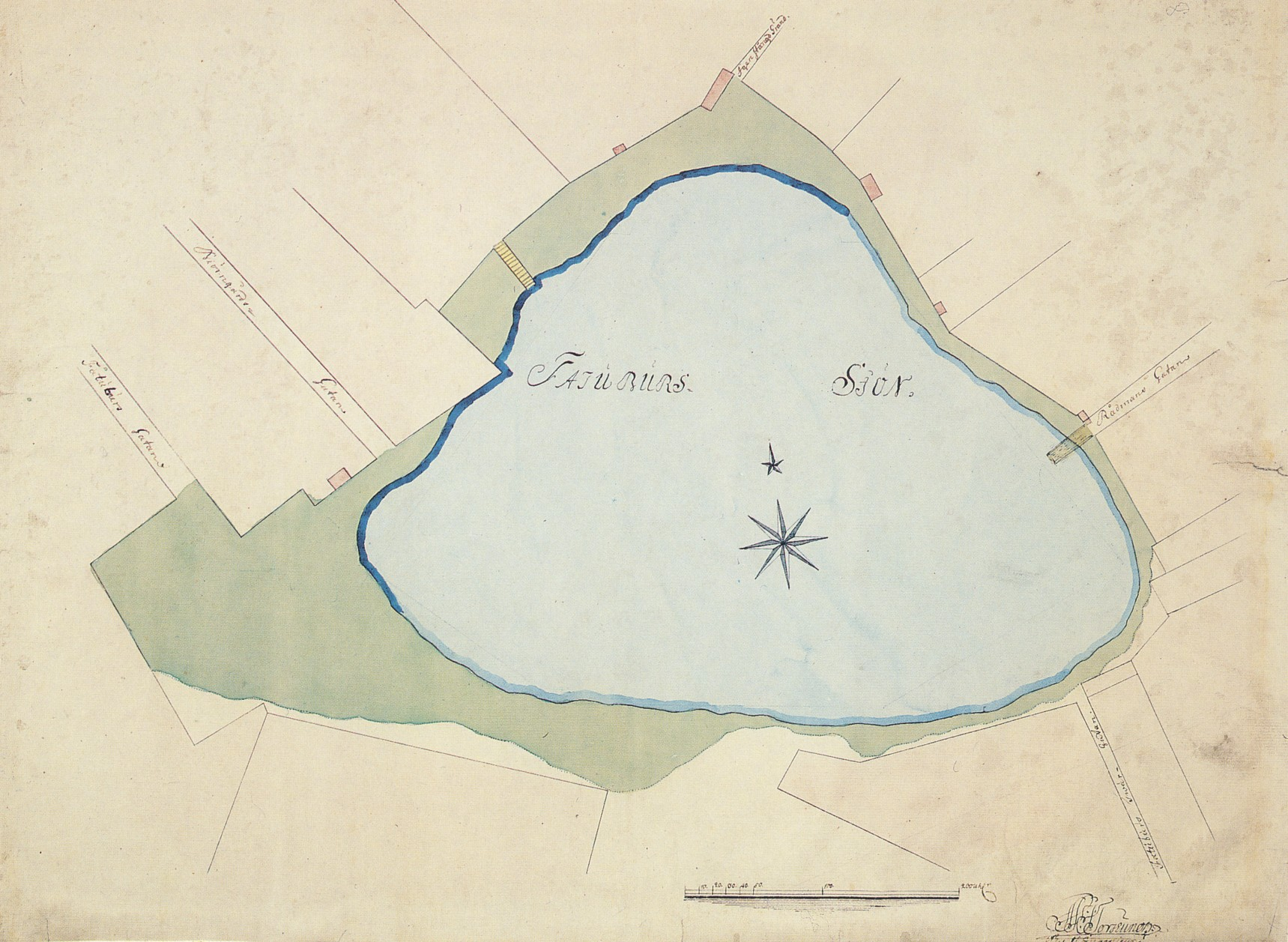
Fatburen, Magnus Torslunds karta, 1748.

Fatburen var en sjö som låg på Södermalm i Stockholm. I slutet av 1850-talet fylldes sjön igen i samband med järnvägsbyggandet och anläggandet av Södra Station.

## Historik

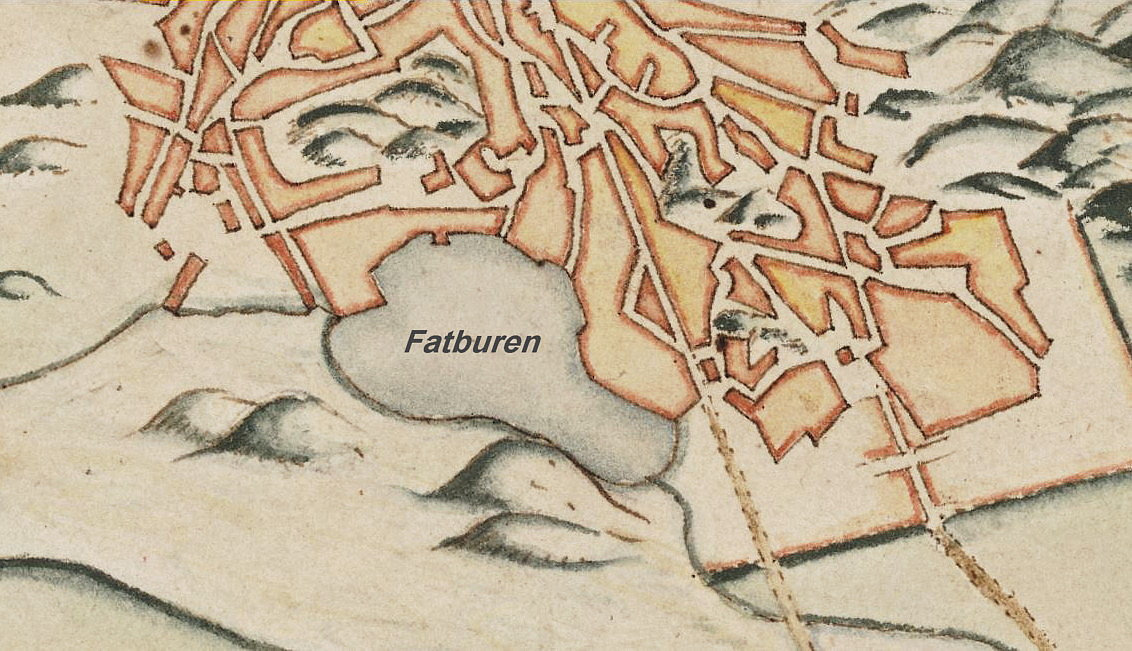
Fatburen 1642.

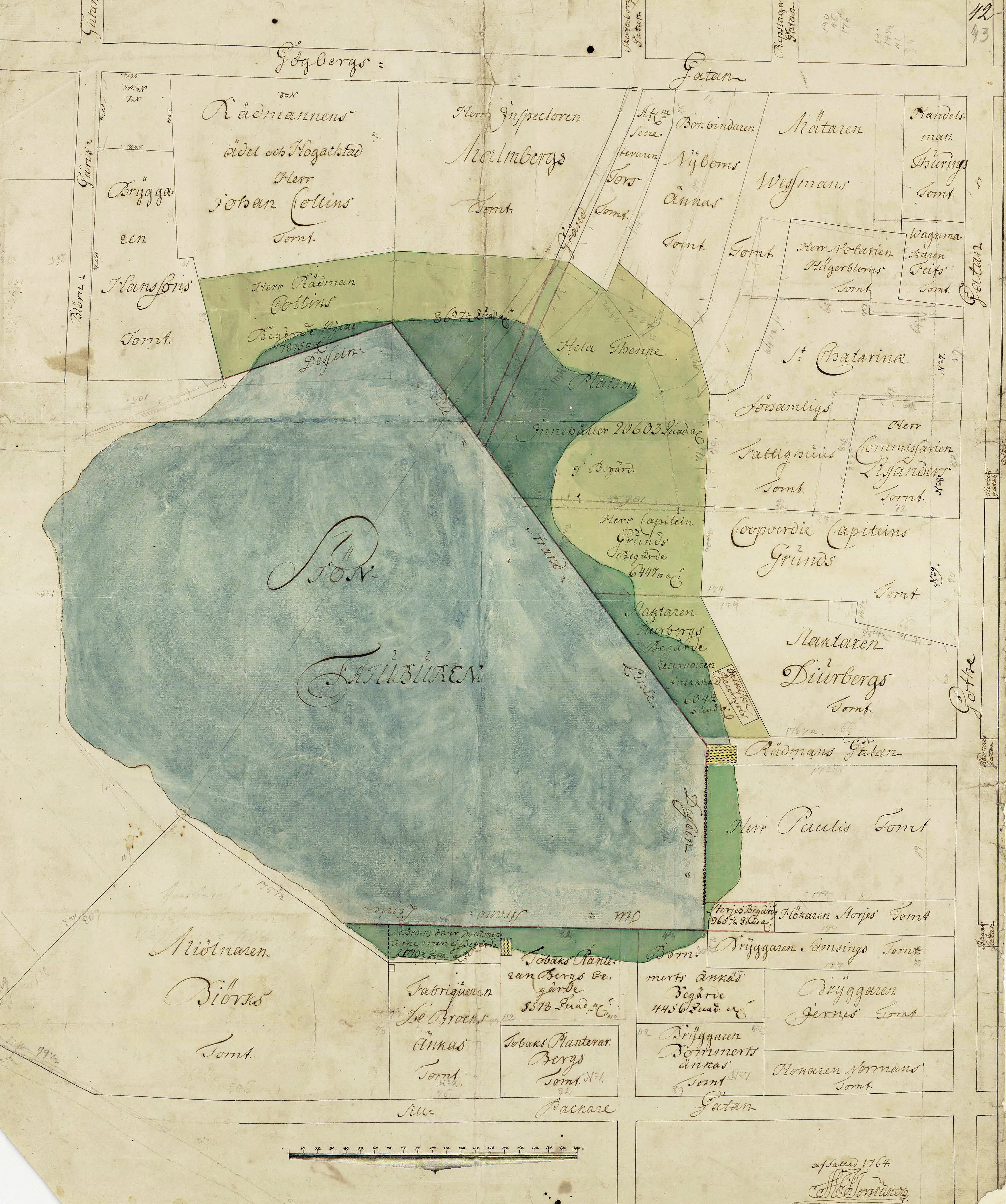
Fatburssjön med tomtägarna runt sjön och ett förslag till ny strandlinie som aldrig utfördes, 1764.

Under medeltiden sträckte sig Fatburen ända från nuvarande Östgötagatan till Rosenlundsgatan, i höjd med Medborgarplatsen. Utloppet gick via Zinkensdamm till Årstaviken. Sjön hade länge en stor betydelse för de tidiga stockholmarnas försörjning. Den hade ett rent och friskt vatten och ingick i kungliga slottets fatabur; ordet är fornsvenska för förrådshus eller visthusbod och här avses helt enkelt att sjön var rik på fisk.
Redan i räkenskaper från 1400-talet finns antecknat att man dragit not i sjön. Den äldsta uppteckningen är från 1440, då Peter och Henrik Röde drog not ("drogho Fataburit"). Detta är första gången sjöns namn omnämns. De som drog not fick öl, bröd och sill till skaffning. Fiskerätten innehade staden och kungen; de som bodde runt sjön fick varken fiska eller ha båt. Tjuvfisket var dock utbrett och betraktades som allvarligt. År 1618 går en kapten Wilhelm Bruckhett i god för tre soldater som tjuvfiskat. Han försäkrar staden att om hans soldater "komma mere igen, låfvar han willia låtha hengia dem up.".
Det rena vattnet i sjön var också en viktig tillgång för söderborna. I Stockholms tänkebok klagar år 1600 landsknekten Lasse Tomesson på Christoffer Sibolt "borger her i stadhenn at hann haffuer intäpt en almänningzgatu widh Fateburenn och stängt honom och andre ther när boendhes ähre från watnet". Lasse Tomesson begärde att rätten skulle se till att Sibolt "måtte samma gatu låte öppna", så att de som har gårdar och stall där "må hafue frit tillfälle at komma till watnet".
Två förmögna handelsmän, Joachim Pötter (adlad Lillienhoff) och Nicklas Pauli, lät på 1600-talet bygga två vackra hus vid sjöns östra strand.  Husen finns kvar än idag. Det Lillienhoffska huset står i nordöstra hörnet av Medborgarplatsen, och i Nicklas Paulis hus finns idag lokaler för katolska kyrkan (se Paulis malmgård).
Att sjön började grundas upp på 1500- och 1600-talen berodde på flera saker: befolkningen på Södermalm ökade, de många söderborna började använda sjön för att tippa avfall och man dikade stora områden för att ge plats åt nya gator, men det främsta skälet var att man under 1600-talet ströp det naturliga utflödet mot Årstaviken och ersatte det med ett konstgjort utflöde, det så kallade Stora Stadsdiket (Södre Stora Stads Diket).
På 1640-talet torrlade man den östra delen av sjön för att ge plats för Götgatan som skulle få en rakare sträckning än i tidigare stadsplaner. Sänkningen av vattennivån innebar dock att sjön började växa igen och bli alltmera osund. År 1654 var sjön ännu så pass frisk att det föreslogs att en vattenledning skulle dras till Stockholms slott. I Holms tomtbok förekommer år 1674 namnet "Fateburs-Träsket" på en av kartorna. År 1764 framlades ett förslag till strandreglering av stadsingenjören Magnus Torslund. Förslaget utfördes aldrig.
På 1830-talet var sjön "ett osund träsk, som ofta kallades Döda hafvet". Malaria spreds via myggor som kläcktes i det som var kvar av sjön. Dödligheten i trakten var hög och stadens läkare yrkade på att sjön skulle fyllas igen. Redan år 1785 höll J.L. Odhelius ett tal i Vetenskapsakademien där han beskriver "den så kallade Fateburs-sjön, som är et stinkande träsk, fylt av stillastående vatn".

## Nyare historik

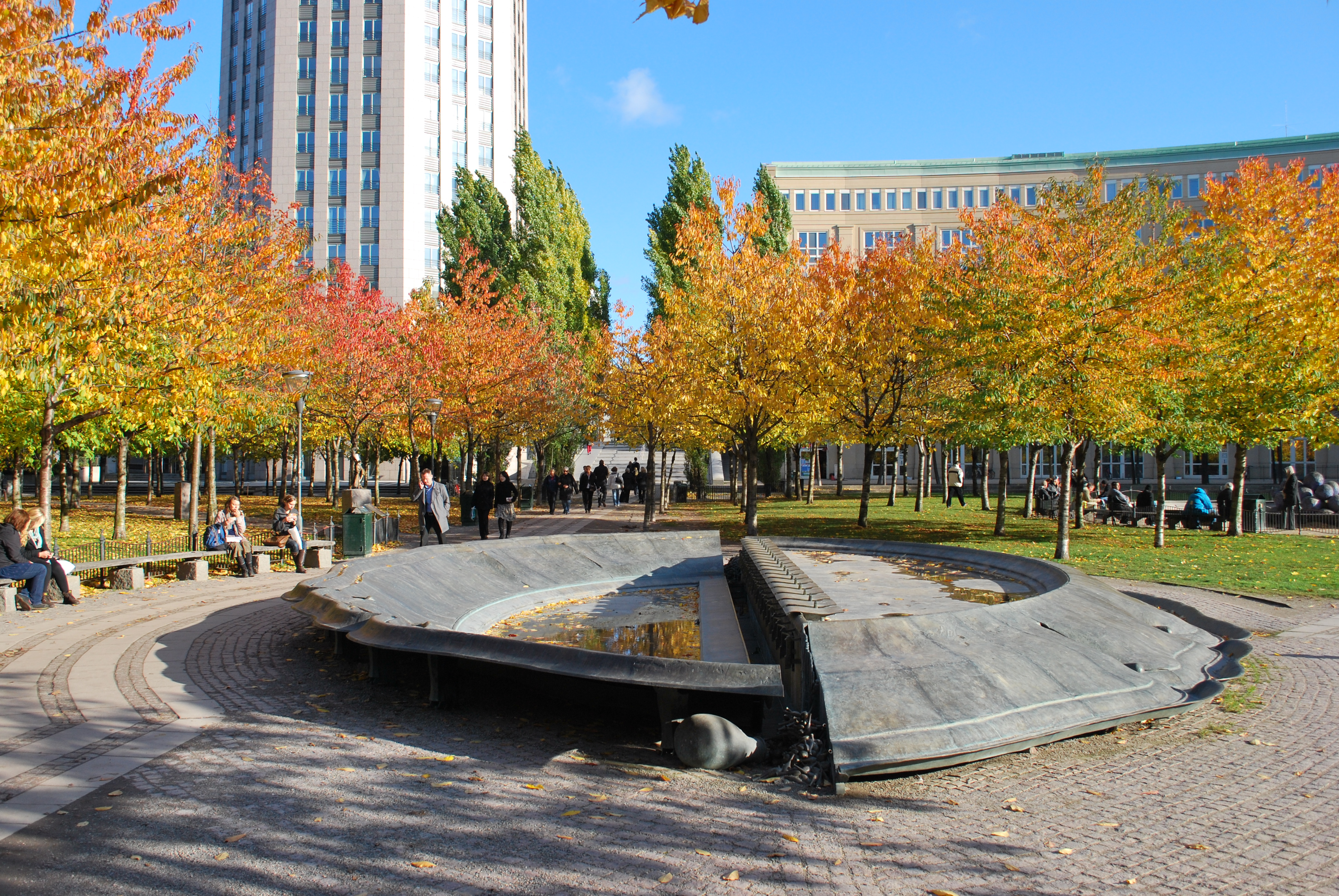
"Afrodites brunn" i Fatbursparken, 2008.

I slutet av 1850-talet fylldes sjön slutligen igen i samband med järnvägsbyggandet och anläggandet av Södra Station som ändstation för bandelen Södertälje-Stockholm, som öppnades 1 december 1860. År 1875 beslöt stadsfullmäktige att de sista delarna av Fatburen skulle fyllas igen i samband med att bangårdsområdet skulle utvidgas. Fram till dess var det ställvis omkring 40 cm högt vatten på vårarna. Spår av sjön fanns kvar ända in på 1980-talet, i form av smältvattenpölar och enstaka vassruggar, som togs bort i samband med byggandet av bostäder i det så kallade Södra Stationsområdet.
Idag lever namnet Fatburen kvar genom Fatbursgatan, Fatburs brunnsgata, Fatburs kvarngata och Fatbursparken, där fontänskulpturen "Afrodites brunn" skall påminna om den forna sjön. Bofills båge på södra stationsområdet ligger idag ungefär där sjön låg. Sjöns syrefattiga osunda vatten har borgat för bevarandet av resterna från tidigare åldrar som ibland hittas i jordsedimenten. Och man kan fortfarande finna spår av bladvass i området.